# 시리아 국민군
시리아 국민군(영어: Syrian National Army, SNA)은 시리아 내전에서 시리아 반군 단체들의 연합체이다. 옛 명칭인 자유 시리아군(FSA) 또는 튀르키예 지원 자유 시리아군(TFSA)으로도 알려져 있다. 2011년 7월 시리아 내전이 발발하자 다양한 반군 세력들이 등장했으며, 2017년 튀르키예의 후원 하에 공식적으로 설립되었다. 튀르키예는 자금 지원, 훈련 및 군사 지원을 제공하고 있다.